# Het schatteneiland
Het schatteneiland is een  stripverhaal uit de reeks van Jerom, uitgegeven door de Standaard Uitgeverij in 1991.

## Locaties
Dit verhaal speelt zich af op de volgende locaties:
- museum, huis van Jerom, zee, schatteneiland

## Personages
In dit verhaal spelen de volgende personages mee:
- Jerom, Dolly, Roetsje, Femke, Boskop en een ander kind, voorbijgangers, padvinder, Blottekop (piraat), papegaai, museumbezoekers, Seef (suppoost), geraamtes, Rus, Amerikaan, Jood, Moslim

## Het verhaal
Een piraat loopt met zijn papegaai over straat, maar door de wind waait zijn hoed van zijn hoofd. Een padvinder helpt, maar als deze ziet dat het om een piraat gaat, neemt hij de benen. De piraat is op weg naar het museum, waar Jerom toevallig ook net is samen met zijn vrienden. De kinderen spelen in het museum en daardoor raakt een schilderij van de muur. De suppoost komt kijken wat er aan de hand is, maar Jerom kan het schilderij net op tijd weer aan de muur bevestigen. De kinderen gaan snel weg, want ze zijn bang dat Jerom boos op ze is. De piraat is in het museum aangekomen en ziet een model van een schip. Hij kan ze de schat van zijn overoverovegrootoverbetwetervader bemachtigen. Net voordat hij het schip wil pakken, komen de kinderen en Jerom de zaal binnen gerend. De kinderen botsen tegen het kastje waar het schip op staat en hierdoor vliegt het schip door de lucht. Jerom kan het schip nog net pakken en zet het weer op zijn plek. De suppoost komt kijken en Jerom zegt dat er niets aan de hand is, maar de suppoost gelooft dit niet en wil de "vliegtest" uitvoeren. Een vlieg wordt losgelaten en als deze op het schip gaat zitten, breekt het in stukken. Jerom belooft het schip te herstellen en de volgende dag terug te brengen.
's Avonds probeert Jerom het schip te herstellen en zijn vrienden kijken toe. Er rammelt echter iets en Jerom ontdekt een luikje aan de achterkant. Hij draait aan de mast en het luikje springt open, waarna een schatkaart uit het schip valt. De kinderen willen op schattenjacht, maar Dolly weigert. De kinderen moeten de volgende dag naar school en worden naar bed gestuurd. Jerom loopt naar buiten en de piraat ziet dit vanaf een afstandje. Hij is de vrienden gevolgd vanaf het museum. De kinderen pakken schoppen, houwelen, zaklampen en slaapzakken in. Roetsje heeft ook de schatkaart stiekem gepakt en ze sluipen naar buiten. De kinderen zakken weg in de grond, Jerom heeft een val voor ze gezet. In een vangnet draagt hij de kinderen mee, maar dan grijpt de piraat de schatkaart en maakt zich uit de voeten.
Jerom kan hem tegenhouden en een van de kinderen kan de schatkaart van de piraat afpakken. Jerom besluit toch op schattenjacht te gaan en Dolly gaat mee met de schoolboeken. De kinderen mogen geen achterstand oplopen met hun huiswerk als ze de schat van Lange Zilveren Jan gaan zoeken. Het eiland ligt midden in de zee. Jerom besluit naar een vriend te gaan die een onderzeeër bezit. Met de onderzeeër gaan ze op weg, maar ze hebben niet door dat ze worden gevolgd door een piratenschip. Er steekt een storm op en de papegaai moet de bemanning wakker maken. Er zijn zestien geraamtes op het schip en ze zetten alle zeilen bij, zodat ze op de wind vliegen. De duikboot heeft ook last van het zware weer en ze duiken naar beneden. Toch wil Dolly de kinderen schoolwerk laten doen. De duikboot blijkt echter lek te zijn en de vrienden steken hun vingers in de gaten om het water tegen te houden. Er komt veel water in de duikboot en deze zinkt naar de bodem. Jerom gaat uit de duikboot en duwt deze naar het oppervlak en naar het schatteneiland.
De piraten volgen en de vrienden zien het schip naderen en gaan naar een fort op het eiland. Er zitten veel wilde dieren in het fort en Jerom moet een gevecht aangaan met een neushoorn en olifanten. Daarna begrijpen de dieren dat Jerom de sterkste is en ze worden vrienden. Dolly besluit een taart te bakken en de vrienden en de dieren wachten rustig af. Als de taart af is, smult iedereen ervan. Dan vallen de piraten aan, waarna deze worden bekogeld met taart. Ook de dieren helpen de vrienden en de geraamtes blijken de taart ook heerlijk te vinden. De geraamtes gaan rustig eten en worden later door de piraat op een kruiwagen weggedragen. Dolly wil dat de kinderen hun schoolwerk maken, waarna Jerom besluit zelf een boek te schrijven. Er staan maar drie vragen in en Jerom zegt dat Dolly niet altijd zo serieus moet zijn. De vrienden gaan op zoek naar de schat en vinden een plek waar een groot kruis op de grond staat. ZE graven een kist op en Jerom trekt deze uit de grond. Er blijkt een hoed in de kist te zitten en Jerom doet deze op zijn hoofd.
Jerom reageert erg vreemd, hij kan alles van de hele wereld zien. Er komen collega's uit de kist en Jerom begroet ze Suske, Wiske, Lambik, Bessy en anderen. Dolly pakt de hoed af en zet hem op haar eigen hoofd, waarna ook zij alles waar ze van houdt ziet. Er verschijnen taartjes, koffie en bonbons. De piraat pakt de hoed af, maar hij rent weg en vraagt om genade. Hij is bang voor zijn eigen geraamtes en de papegaai pakt de hoed af, waarna de piraat met bloemetjes en bijtjes gaat praten. De piraat geeft ook een boeketje aan Dolly en Jerom denkt dat het de hoed van de waarheid is. Hij laat de kinderen brieven schrijven aan alle machthebbers van de wereld, waarin hen een luxe cruise aangeboden wordt. De wereldleiders beginnen meteen met ruziën, maar dan zet Jerom de hoed op hun hoofd. Ze worden misselijk van hun eigen gedachten en na een tijdje leggen ze de geschillen bij. Jerom besluit eeuwig en drie dagen op het eiland te blijven. Hij heeft zijn eigen dromen gezien en is gelukkig.